# Nabadogo
Ne doit pas être confondu avec Nabdogo.
Nabadogo est une localité située dans le département de Sabou de la province du Boulkiemdé dans la région Centre-Ouest au Burkina Faso.

## Géographie
La commune est traversée par la route nationale 1.

## Éducation et santé
La commune accueille un centre de santé et de promotion sociale (CSPS).
Le village possède une école primaire publique et un centre de formation des jeunes adultes (CFJA).